# Daphnopsis weberbaueri
Daphnopsis weberbaueri är en tibastväxtart som beskrevs av Domke. Daphnopsis weberbaueri ingår i släktet Daphnopsis och familjen tibastväxter. Inga underarter finns listade i Catalogue of Life.